# Jesús Generelo Lanaspa
Jesús Generelo Lanaspa (Osca, 1964) és un realitzador, escriptor i activista LGBTI espanyol. Des del 2015 al 2018 va ser el president de la Federació Estatal de Lesbianes, Gais, Trans i Bisexuals.

## Biografia
Jesús Generelo va estudiar Ciències de la Informació a la Universitat Complutense de Madrid i ha treballat com a realitzador en diversos programes de televisió, com Primer pla, Magacine o Versió espanyola.
En l'activisme LGBTI ha participat en COGAM, on ha coordinat l'àrea d'educació, igual que a la FELGTB, escrivint diferents informes sobre diversitat sexual a les aules.
El 2015 va ser elegit president de la FELGTB, substituint a Boti García Rodrigo. Durant la seva presidència, la FELGTB va proposar la tramitació d'una llei d'Igualtat LGBTI que protegís a aquest col·lectiu de discriminació en qualsevol situació, i va impulsar l'ampliació de la llei de transsexualitat perquè deixés de considerar a les persones transsexual és com malaltes mentals. També, el 2017 Espanya va ser seu per primera vegada de l'World Pride, esdeveniment en el qual per primera vegada van estar representats tots els partits polítics, inclòs el Partit Popular. Durant anys el PP havia estat el principal opositor als avenços dels drets LGBT a Espanya, però s'havia compromès a donar suport a les lleis d'igualtat LGBTI des del govern. no obstant això, pel fet que el PP no va recolzar aquestes lleis i fins i tot va presentar una esmena a la totalitat, no va tornar a ser convidat a participar en l'Orgull.
En 2018, va ser succeït per Uge Sangil al capdavant de la FELGTB. Des de 2020, col·labora com a conseller tècnic de la Direcció General de Diversitat Sexual i Drets LGTBI per al Ministeri d'Igualtat.

## Llibres
- Fins a les millors famílies: tot el que sempre va voler saber sobre l'homosexualitat dels seus fills, familiars i amics però temia preguntar  (2004).[2]
- Com superar l'homofòbia. Manual de supervivència en un medi hostil  (2004).[3]
- Fi de curs  (2006).[4]
- Sense complexos. Guia per a joves gais, lesbianes, transsexuals i bisexuals  (2007).[5]